# Estación Christophersen
Christophersen era una estación ferroviaria que se ubicaba en el Departamento General López, Provincia de Santa Fe, Argentina.

## Historia
Su construcción finalizó en 1910 a cargo del Ferrocarril Rosario a Puerto Belgrano.

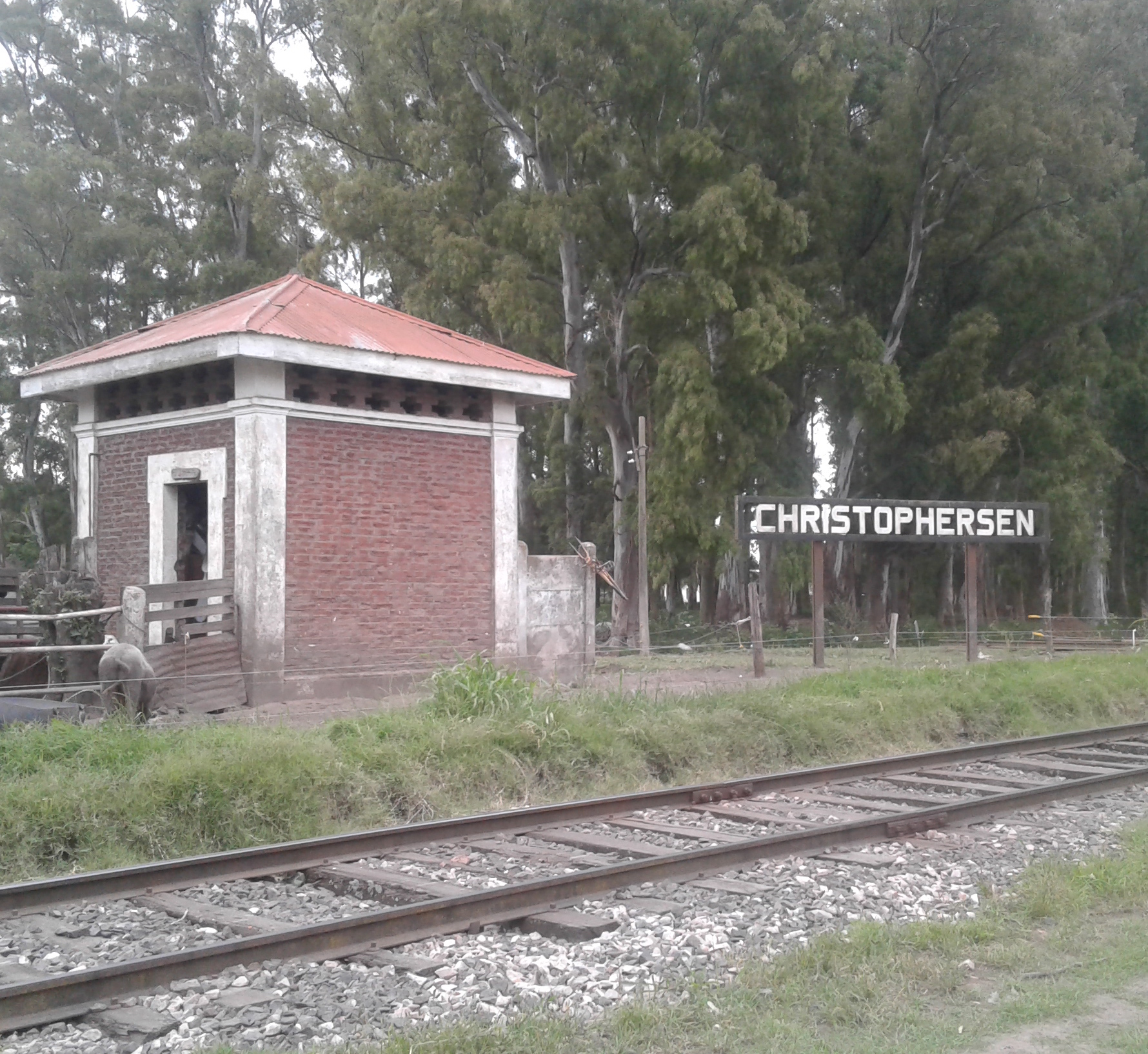
Nomenclador de la estación de ferrocarril Christophersen, al sur de la Provincia de Santa Fe, Argentina.